# Comuna Bulhakivka, Kreminna
Bulhakivka (în ucraineană Булгаківка) este o comună în raionul Kreminna, regiunea Luhansk, Ucraina, formată din satele Bulhakivka (reședința), Prohres și Șevcenko.

## Demografie
Componența lingvistică a comunei Bulhakivka
     Ucraineană (97,73%)
     Rusă (2,27%)
Conform recensământului din 2001, majoritatea populației comunei Bulhakivka era vorbitoare de ucraineană (97,73%), existând în minoritate și vorbitori de rusă (2,27%).